# Leonardo Gandolfi
Leonardo Gandolfi (Rio de Janeiro, 1981) é um poeta e crítico literário brasileiro.
Vida e obra: Gandolfi formou-se em Letras pela Universidade Federal Fluminense (2004), onde cursou o mestrado em Literatura Portuguesa (2007) e o doutorado em Literatura Comparada (2012).
Desde 2013, trabalha como professor de Literatura Portuguesa na Universidade Federal de São Paulo (Unifesp).
Publicou os livros de poesia No entanto d'água (2006), A morte de Tony Bennett (2010), Kansas (2015), Escala Richter (2015) e a plaquete Minhas férias (2016).
Em 2015, criou em São Paulo com a escritora e editora Marília Garcia a Luna Parque Edições, especializada em poesia.
No campo da recepção crítica, Alberto Pucheu destacou o original "tom menor" e a interessante "poesia de pilha fraca" desta obra. Já Victor da Rosa, em resenha de Escala Richter, mostrou como o sujeito parece "anestesiado, tomado por um verdadeiro torpor" nesta poesia. Em texto sobre o mesmo livro, Sérgio Medeiros analisou a "agilidade da sua linguagem, invariavelmente saborosa".
Obras de poesia:
- 2006: No entanto d'água. Rio de Janeiro: 7letras.
- 2010: A morte de Tony Bennett. São Paulo: Lumme Editor;
- 2015: Kansas. Rio de Janeiro: Megamíni.
- 2015: Escala Richter. Rio de Janeiro: 7letras.
- 2016: Minhas férias. São Paulo: Lumme Editor.
- 2021: Robinson Crusoé e seus amigos. São Paulo: Editora 34.

Referências